# 成瀬竣平
成瀬 竣平（なるせ しゅんぺい、2001年1月17日 - ）は、愛知県瀬戸市出身のプロサッカー選手。Jリーグ・柏レイソル所属。ポジションはディフェンダー。

## 来歴
2018年2月23日に名古屋グランパスより2種登録されたことが発表され、3月7日のルヴァンカップ・グループステージ第1節の浦和レッズ戦でサイドバックとしてデビュー。リーグ戦には3月18日の第4節の川崎フロンターレ戦で初出場、17歳2か月1日での出場はグランパスの最年少出場となった。8月8日に翌年のトップチーム昇格が発表された。
2022年4月、ファジアーノ岡山へ育成型期限付き移籍。同年12月、移籍期間満了により退団した。
2023年、モンテディオ山形へ育成型期限付き移籍したが5月に退団し、水戸ホーリーホックへ育成型期限付き移籍で加入。
2024年、V・ファーレン長崎へ育成型期限付き移籍。
2024年12月、名古屋から契約満了が発表された
2025年は柏レイソルに加入することが発表された。

## 所属クラブ
- 瀬戸FCジュニア
- 名古屋グランパスU-15（瀬戸市立水野中学校[13]）
- 名古屋グランパスU-18（愛知県立瀬戸西高等学校[14]）
  - 2018年2月 - 同年12月  名古屋グランパス（2種登録選手）
- 2019年 - 2024年  名古屋グランパス
  - 2022年4月 - 同年12月  ファジアーノ岡山（育成型期限付き移籍）
  - 2023年1月 - 同年5月  モンテディオ山形（育成型期限付き移籍）
  - 2023年5月 - 同年12月  水戸ホーリーホック（育成型期限付き移籍）
  - 2024年4月 - 同年12月  V・ファーレン長崎（育成型期限付き移籍）
- 2025年 -  柏レイソル

## 個人成績
| 国内大会個人成績 | 国内大会個人成績 | 国内大会個人成績 | 国内大会個人成績 | 国内大会個人成績 | 国内大会個人成績 | 国内大会個人成績 | 国内大会個人成績 | 国内大会個人成績 | 国内大会個人成績 | 国内大会個人成績 | 国内大会個人成績 |
| 年度             | クラブ           | 背番号           | リーグ           | リーグ戦         | リーグ戦         | リーグ杯         | リーグ杯         | オープン杯       | オープン杯       | 期間通算         | 期間通算         |
| 年度             | クラブ           | 背番号           | リーグ           | 出場             | 得点             | 出場             | 得点             | 出場             | 得点             | 出場             | 得点             |
| 日本             | 日本             | 日本             | 日本             | リーグ戦         | リーグ戦         | リーグ杯         | リーグ杯         | 天皇杯           | 天皇杯           | 期間通算         | 期間通算         |
| ---------------- | ---------------- | ---------------- | ---------------- | ---------------- | ---------------- | ---------------- | ---------------- | ---------------- | ---------------- | ---------------- | ---------------- |
| 2018             | 名古屋           | 44               | J1               | 1                | 0                | 5                | 0                | 0                | 0                | 6                | 0                |
| 2019             | 名古屋           | 33               | J1               | 1                | 0                | 1                | 0                | 0                | 0                | 2                | 0                |
| 2020             | 名古屋           | 26               | J1               | 25               | 0                | 3                | 0                | -                | -                | 28               | 0                |
| 2021             | 名古屋           | 26               | J1               | 18               | 0                | 2                | 0                | 2                | 0                | 22               | 0                |
| 2022             | 名古屋           | 26               | J1               | 0                | 0                | 2                | 0                | -                | -                | 2                | 0                |
| 2022             | 岡山             | 24               | J2               | 31               | 0                | -                | -                | 1                | 0                | 32               | 0                |
| 2023             | 山形             | 2                | J2               | 2                | 0                | -                | -                | -                | -                | 2                | 0                |
| 2023             | 水戸             | 13               | J2               | 15               | 0                | -                | -                | 1                | 0                | 16               | -                |
| 2024             | 名古屋           | 26               | J1               | 0                | 0                | -                | -                | -                | -                | 0                | 0                |
| 2024             | 長崎             | 15               | J2               | 1                | 0                | 2                | 0                | 3                | 0                | 6                | 0                |
| 2025             | 柏               | 31               | J1               |                  |                  |                  |                  |                  |                  |                  |                  |
| 通算             | 日本             | 日本             | J1               | 45               | 0                | 13               | 0                | 2                | 0                | 60               | 0                |
| 通算             | 日本             | 日本             | J2               | 49               | 0                | 2                | 0                | 5                | 0                | 56               | 0                |
| 総通算           | 総通算           | 総通算           | 総通算           | 94               | 0                | 15               | 0                | 7                | 0                | 116              | 0                |

- 2018年は2種登録選手

| 国際大会個人成績 | 国際大会個人成績 | 国際大会個人成績 | 国際大会個人成績 | 国際大会個人成績 |
| 年度             | クラブ           | 背番号           | 出場             | 得点             |
| AFC              | AFC              | AFC              | ACL              | ACL              |
| ---------------- | ---------------- | ---------------- | ---------------- | ---------------- |
| 2021             | 名古屋           | 26               | 3                | 0                |
| 通算             | AFC              | AFC              | 3                | 0                |

出場歴
- Jリーグ初出場 - 2018年3月18日 J1第4節 川崎フロンターレ戦 (豊田スタジアム)

その他公式戦
- 2022年
  - J1参入プレーオフ 1試合0得点

## タイトル

### 代表
U-21日本代表
- ドバイカップU-23 (2022年)

## 代表歴
- U-15日本代表
  - 日本・中央アジアU-15交流大会（2015年、辞退）
- U-16日本代表
  - U-16インターナショナルドリームカップ（2016年、追加招集）
- U-17日本代表
  - 国際ユースサッカーin新潟（2018年）
- U-19日本代表
  - 千葉キャンプ（2020年）
- U-20日本代表
  - 千葉キャンプ（2021年）
- U-21日本代表
  - JFA夢フィールドキャンプ（2022年）
  - ドバイカップU-23（2022年）